# Кільце цілих чисел
Кільце цілих чисел — множина цілих чисел, з операціями додавання, віднімання і множення.
Більш загально кільце цілих чисел числового поля K, що часто позначається OK (чи {\displaystyle {\mathcal {O}}_{K}}) — кільце цілих алгебраїчних чисел, що містяться в K.
Використовуючи цю систему позначень, можна записати {\displaystyle \mathbb {Z} ={\mathcal {O}}_{\mathbb {Q} },} оскільки {\displaystyle \mathbb {Z} } є кільцем цілих чисел поля {\displaystyle \mathbb {Q} } раціональних чисел. В алгебраїчній теорії чисел через це елементи {\displaystyle \mathbb {Z} } часто називають «раціональними цілими числами».
Кільце цілих чисел OK є {\displaystyle \mathbb {Z} }-модулем; він є вільним модулем і тому має цілочисельний базис, тобто існують елементи b1,...,bn ∈ OK такі, що довільний елемент x кільця OK може єдиним чином бути записаний у виді:
{\displaystyle x=\sum _{i=1}^{n}a_{i}b_{i},}
де {\displaystyle a_{i}\in \mathbb {Z} }.  Ранг n  OK як вільного Z-модуля рівний степеню K як розширення поля Q.
Кільце цілих чисел числового поля є кільцем Дедекінда.

## Приклади
Якщо p — просте число, ζ — корінь з одиниці степеня p, {\displaystyle K=\mathbb {Q} (\zeta )} — відповідне кругове поле, тоді цілочисельний базис OK=Z[ζ] рівний (1, ζ, ζ2, ..., ζp−2).
Якщо d — ціле число, вільне від квадратів, K = Q(d 1/2) — відповідне квадратичне поле, тоді цілочисельний базис OK рівний (1, (1 + d1/2)/2) якщо d ≡ 1 (mod 4) і рівний (1, d 1/2) якщо d ≡ 2 чи 3 (mod 4).
Кільце p-адичних цілих чисел {\displaystyle \mathbb {Z} _{p}} є кільцем цілих чисел p-адичних чисел {\displaystyle \mathbb {Q} _{p}}.